# Jaciment arqueològic de Pallantia
El jaciment arqueològic de Pallantia o València la Vella, amb codi 46.11.214-007, se situa al municipi de Riba-roja de Túria, a la comarca del Camp del Turia, a la província de València. Malgrat estar catalogat com bé d'interès cultural (mitjançant la Llei de Patrimoni de 1985), no presenta anotació ministerial, estant iniciat l'expedient.

## Descripció històrica-artística
A pesar del fet que originalment (en escrits del segle xiv, en un document del Consell de València de 1374) el topònim de València la Vella ja s'utilitzava, hi ha hagut diverses interpretacions sobre els orígens d'aquestes ruïnes. La llegenda popular diu que quan l'Imperi Romà va arribar a esta zona, els primers colonitzadors van construir un recinte fortificat a la vora del riu Turia, mentres buscaven un emplaçament ideal per a la creació d'una nova ciutat, la que acabaria sent l'actual València. La llegenda afirma que aquest antic castre romà, predecessor de la fundació de la capital valenciana, es correspondria amb les ruïnes de València la Vella, la qual cosa justificaria el seu nom. Durant molt temps, aquesta llegenda va arribar a considerar-se com realment històrica però avui aquesta hipòtesi ha estat rebutjada pels especialistes que han arribat a datar l'emplaçament en època visigoda o tardorromana.
De totes maneres, el jaciment arqueològic està en constant estudi. Estes restes arqueològiques estan situades en la partida del mateix nom (València la Vella), en un turó aïllat pel barranc dels Pous i el riu Turia; i per a alguns autors (com l'arqueòleg Miguel Roselló) era una ciutat molt important i amb molta densitat d'habitants, de finals del segle VI per les característiques oposades: muralles que envolten el recinte, les torres que indiquen que es tractava d'un castell fortificat…
Les restes, que ocupen una superfície aproximada de 4 hectàrees, són considerades per altres autors com un nucli de població o un campament militar i fins i tot un important port fluvial pel qual es transportava des de l'interior a València cultius i metalls amb destinació a Roma.
Durant el segle xx, van tindre lloc diferents excavacions i campanyes arqueològiques per aprofundir en el coneixement d'aquest emplaçament. Així, en 1927, el Centre de Cultura Valenciana es va ocupar del jaciment; podent-se esmentar les actuacions dirigides per Domingo Flecher en 1952, Gerardo Pereira entre 1978-1979 i per Carmen Aranegui en 1980.
Aquests estudis van permetre descobrir i identificar un edifici de grans dimensions, que pels materials emprats en la seua construcció (carreus treballats), i per la seua estructura, van fer pensar en una basílica paleocristiana. Posteriorment, altres campanyes van descobrir gran nombre d'habitacles i una cuina, amb restes ceràmiques i d'ossos d'animals, passant la hipòtesi a inclinar-se cap a la consideració de la construcció com d'ús domèstic, tot i posseir espais dedicats a magatzem o pas d'aigües, que demostren la importància i extensió de l'edificació.